# José Luis Carranza
José Luis Carranza Vivanco (ur. 8 stycznia 1964) – piłkarz peruwiański grający najczęściej na pozycji defensywnego pomocnika lub obrońcy.

## Kariera klubowa
W swojej karierze piłkarskiej Carranza reprezentował tylko jeden zespół - Club Universitario de Deportes, którego jest wychowankiem, chociaż kilka razy w ciągu swojej kariery odrzucił oferty zespołów z Argentyny czy Hiszpanii. Wraz z klubem zdobył mistrzostwo Primera División w latach 1987, 1990, 1992, 1993, 1998, 1999, 2000. Ponadto wystąpił w 10 edycjach Copa Libertadores. Po zakończeniu kariery koszulka z numerem 22, w której grał w klubie, została zastrzeżona.

## Kariera reprezentacyjna
W reprezentacji Peru Carranza zadebiutował 21 września 1988 roku w towarzyskim spotkaniu z Paragwajem. W swojej karierze zagrał na Copa América 1989, 1993 i 1995. Był także zgłoszony do kadry na turniej Copa America 1991, ale nie zagrał tam ani minuty. Swój ostatni mecz w reprezentacji rozegrał 16 listopada 1997 z Paragwajem w ramach eliminacji do Mistrzostw Świata 1998. Od 1988 do 1997 roku rozegrał w kadrze narodowej 55 spotkań i strzelił 1 gola.